# Le Garde Républicain
Le Garde Républicain est une série de comics française créé en 2013 par Thierry Mornet sous le pseudonyme de Terry Stillborn et éditée par la maison d'édition de Jean-Marc Lofficier, Hexagon Comics.

## Historique de la publication
Fasciné par les super-héros américains, Thierry Mornet a créé durant son adolescence un super-héros français du nom de Garde Républicain lors d’un concours de dessin pour le magazine Mustang des Éditions Lug. Trente ans plus tard, alors qu'il est devenu responsable éditorial de la ligne comics chez Delcourt, Thierry Mornet — sous le pseudonyme de Terry Stillborn — s'associe au dessinateur péruvien Juan Roncagliolo Berger pour publier chez Hexagon Comics sa création de jadis.

## Synopsis
La série met en scène des agents du gouvernement français, appelés le Garde Républicain, dont la mission est d'assurer la protection de la République française et de ses valeurs.
Pendant plusieurs générations, les Gardes Républicains, dont l'origine remonte au marquis de Lafayette, se sont succédé au cours des différents régimes français jusqu'à nos jours.

## Les différents avatars du Garde Républicain
Le Garde Républicain a été incarné par différents individus au cours des époques. Ainsi, son premier avatar est le Marquis de Lafayette à partir de 1777 durant la Guerre d'indépendance des États-Unis. De retour en France durant la Révolution française, il s'engage aux côtés des révolutionnaires, puis se choisit comme successeur, en 1815, son ami Albert Saint-Clair.
Les générations suivantes de Garde Républicain sont les descendants d'Albert Saint-Clair. Ainsi, son fils Pierre reprend le flambeau à partir de 1848, puis le fils de celui-ci, Victor, devient le quatrième Garde Républicain au début du XXe siècle et combat durant la Première Guerre mondiale.
Durant la Seconde Guerre mondiale, alors que Marc, le fils de Victor, rejoint le camp de la Résistance, Pierre Laval — alors ministre sous le régime de Vichy — promeut le milicien Bernard de Sault comme nouvel avatar du Garde Républicain.
Après la guerre, le Garde Républicain est incarné par Jeanne Hallard, ancienne Marianne et acolyte de Marc Saint-Clair. Au cours de la seconde moitié du XXe siècle, Pierre Finet, puis Franck Maillard endossent successivement le costume.
Au début du XXIe siècle, c'est le petit-fils de Marc, Maxime Saint-Clair, qui est choisi pour incarner le Garde Républicain. Il s'attache alors les services d'une nouvelle Marianne, Alima Berzaïm.

## Postérité
En 2022, le Garde Républicain apparaît aux côtés de nombreux super-héros français dans l'attraction du Futuroscope : Étincelle : la Malédiction de l'Opale Noire.

## Publications

### Publication française
- 1 Le Garde Républicain et Jean Brume, Hexagon Comics, 2013
Scénario : Terry Stillborn et Max - Dessin : Juan Roncagliolo Berger - Couleurs : SvartCe premier récit apparaît initialement dans le numéro 5 de Strangers Universe.
- 2 Recrutement / Bas les Masques, Hexagon Comics, 2013
Scénario : Terry Stillborn et Laurent Lefeuvre - Dessin : Christophe Henin et Laurent Lefeuvre - Couleurs : Bryan Wetstein
- 3 Les Quinze minutes de gloire / La légende, Hexagon Comics, 2014
Scénario : Pierrick Colinet et Terry Stillborn - Dessin : Elsa Charretier et Cyrille Munaro - Couleurs : Magali Paillat
- Spécial Noël 2014 Le Retour d'Astaroth, Hexagon Comics, 2014
Scénario : Jean-Marc Lofficier - Dessin : Roberto Castro et Eduardo Garcia
- 4 Héros / Les origines du Garde Républicain (1ère partie), Hexagon Comics, 2014
Scénario : Terry Stillborn - Dessin : Danny Rhodes et Nathan Legendre - Couleurs : Danny Rhodes et Bryan Wetstein

### Diffusion en langue anglaise
La série est traduite en langue anglaise et distribuée par Hexagon Comics sous le titre Guardian of the Republic.